# إيف كورنيور
إيف كورنيور هي مغنية مؤلفة كندية، ولدت في 15 مايو 1969، وتوفيت في 12 أغسطس 2012.

## وصلات خارجية
- إيف كورنيور على موقع IMDb (الإنجليزية)
- إيف كورنيور على موقع ميوزك برينز (الإنجليزية)
- إيف كورنيور على موقع أول ميوزيك (الإنجليزية)
- إيف كورنيور على موقع ديسكوغز (الإنجليزية)
- إيف كورنيور على موقع ديسكوغز (الإنجليزية)